# Stumble into Grace
Stumble into Grace is het twintigste studioalbum van de Amerikaanse singer-songwriter Emmylou Harris, uitgebracht op 23 september 2003 door Nonesuch Records. Het piekte op nummer 6 in de countryalbumlijst van de Billboard. Net als zijn directe voorganger, Red Dirt Girl, bevatte het album een aanzienlijk aantal eigen composities van Harris.